# نور صبري
نور صبري لاعب كرة قدم عراقي معتزل من مواليد 18 يونيو 1984 في بعقوبة في بهرز، يلعب كحارس مرمى، وقد بدأ باللعب مع منتخب العراق لكرة القدم في عام 2002، ولعب في صفوف المنتخب العراقي وأحرز الكثير من الإنجازات والالقاب، ويُعد الحارس الوحيد في تاريخ كرة القدم الذي لم يخسر أي مباراة إنتهت بركلات الترجيح في مسيرته الكروية.

## وصلات خارجية
لا توجد روابط لمواقع التواصل الاجتماعي.

- نور صبري على موقع الاتحاد الدولي (مؤرشف)  (الإنجليزية)
- نور صبري على موقع قاعدة بيانات كرة القدم.إي يو (الإنجليزية)
- نور صبري على موقع ناشيونال فوتبول تيمز (الإنجليزية)
- نور صبري على موقع Soccerway.com (الإنجليزية)
- نور صبري على موقع عالم كرة القدم.نت (الإنجليزية)
- نور صبري على موقع كووورة
- نور صبري على موقع اللجنة الأولمبية الدولية (الإنجليزية)
- نور صبري على موقع أوليمبيديا (الإنجليزية)
- Profile on Iraqsport
- Report on fifa.com
- Soccerway.com